# Хью I де Баллиол
Хью I де Баллиол (англ. Hugh de Balliol; умер в 1228/1229) — феодальный барон Байуэлл с около 1209 года, представитель англо-шотландского аристократического рода Баллиолов. Он владел землями в нескольких графствах Северной Англии. Во время Первой баронской войны Хью сохранил верность Иоанну Безземельному, из-за чего хронист Матвей Парижский называл его с младшим братом «самыми злыми советниками» короля. Во время Англо-Шотландской войны 1215—1217 годов он в 1216 году был назначен одним из двух командующих для защиты Северной Англии от вторжений шотландского короля Александра II, поддерживавшего французского принца Людовика, вторгшегося в Англию по приглашению мятежных баронов. Хью вместе с другим командующим, Филиппом де Улекотом, успешно смогли защитить от захвата некоторые замки.

## Происхождение
Род Баллиолов происходил из Пикардии; их родовое прозвание восходит, вероятно, к названию поселения Байёль-ан-Вимё, находящемуся неподалёку от Абвиля в графстве Понтье в современном французском департаменте Сомма. В Англии Баллиолы появились в 1090-е годы, когда Ги I де Баллиол получил от короля Вильгельма II Рыжего владения в Северной Англии — на землях, выделенных из графства Нортумбрия. Земли располагались в Нортумберленде, Йоркшире и Дареме. Поскольку Ги I не оставил сыновей, его наследником стал племянник, Бернард I Старший. Поскольку его четверо сыновей не оставили наследников, около 1190 года после смерти младшего из них, Бернарда II де Баллиола владения унаследовал его двоюродный брат Эсташ, сеньор де Эликур, принявший родовое прозвание Баллиолов. Эсташ был женат дважды: на Аде де Фонтене и Петронелле, вдове Роберта Фиц-Пирса из Черчилла. Он оставил 4 или 5 сыновей и дочь; их матерью, скорее всего, была его первая жена. Старшим из известных сыновей был Хью I. Кроме того, у него известно четверо братьев. Двое младших братьев — Инграм (Ингельран) и Генри, от которых пошли, соответственно, ветви Баллиолов из Труа и Баллиолов из Каверса. У двух других, Бернарда и Эсташа, потомство неизвестно.

## Биография
Год рождения Хью неизвестен. В 1200 году Хью засвидетельствовал хартию, по которой его отец Эсташ урегулировал спор с аббатом аббатства Святой Марии в Йорке. Позже он подтвердил сделанную в начале XIII века отцом передачу аббатству Келсо земель неподалёку от Хели Честерс. Кроме того, Хью дал согласие на передачу Эсташем в подчинение Дарему церкви в Байуэлле.
Хью унаследовал отцу около 1209 года, получив обширные владения в Северной Англии (в основном в Нортумберленде и Дареме) и титул феодального барона Байуэлл (Барнард-Касла). В «Красной книге казначейства» в записи, датированной 1210/1212 годами, записано, что в этот период он владел «баронией Байвелл» с пятью рыцарскими фьефами в Нортумберленде, четырьмя — в Стокли (Йоркшир) и тремя — в Эссексе, Хартфордшир. Кроме того, в источниках Хью упоминается как барон Хич в Эссексе. Главной резиденцией Баллиола был замок Барнард в графстве Дарем, из-за чего он и его сын упоминаются с титулом «барон замка Барнард».
Хью был верным приверженцем английского короля Иоанна Безземельного, в честь которого, вероятно, назвал своего старшего сына Джоном. За свою верность он был щедро вознаграждён. В январе 1216 года король, прибывший в замок Барнард во время войны с шотландцами 1215—1217 годов, для защиты от нападений шотландского короля Александра II передал Хью и Филиппу де Улекоту (Олдкоту) под опеку всю местность, располагавшуюся к северу от Тиса до границы с Шотландским королевством. Кроме того, Баллиол получил баронию и замок Уорлтон. При этом было оговорено, что Хью в случае смерти соратника продолжит охранять находившиеся в этот период под опекой Улекота северные замки Дарем, Норем, Митфорд, Прудхо, Ньюкасл и «особенно наш замок Бамборо». В какой-то период под опекой военачальников находилась и Даремская епархия — до хиротонии в 1217 году епископа Ричарда Марша. Доминирующее политическое влияние в Дареме могло дать Баллиолам дополнительные возможности для получения власти в Северо-Восточной Англии, поэтому Иоанн Безземельный подчёркивал, что корона готова передать Северную Англию на попечение Хью.
Иоанн Безземельный сильно нуждался в лояльных баронах в Северной Англии, поскольку в состав баронской оппозиции в этот период входили не менее семи северных баронов, включая Юстаса де Вески (женатого на единокровной сестре Александра II). В итоге он провёл реструктуризацию администрации Севера, назначив в неё новых людей, возложив на Северную Англию «всю тяжесть королевского правления». К этой политике большинство североанглийских баронов отнеслись крайне враждебно. В администрацию вместо традиционных управленцев были включены и некоторые сохранившие лояльность бароны вроде Филиппа Улекота, что было воспринято как «заметное вторжение, опасная и неприятная новинка». Английский король отметил «безупречную службу» Хью Баллиола и его приверженность Плантагенетам во время Англо-шотландской войны 1215—1217 годов, поблагодарив его и Улекота за помощь на Севере. При этом двое братьев Хью, Инграмн и Генри, находились на службе у шотландского короля, сохраняя ему лояльность и никак не поддерживая старшего брата. Но обретённое богатство в Северной Англии, по мнению историка А. Бим, показало, что безупречная верность старшего Баллиола английским королям в долгосрочной перспективе затмила преданность младших Баллиолов шотландскому королю. Когда в 1216 году Александр II вторгся в Северную Англию, Хью руководил защитой из своего замка Барнард.
Матвей Парижский, современник Хью, в своей хронике называл старшего Баллиола и его младшего брата Бернара «самыми злыми советниками» короля Иоанна. При том что хронист писал, что «шотландский король подчинил Людовику [будущему королю Франции] всю провинцию Нортумбрия, за исключением замков, которые Хью де Баллиол и Филипп де Улекот наиболее усиленно защищали от вражеских нападений», ему крайне не нравились Баллиолы. Матвей Парижский был сторонником «Великой хартии вольностей» и не любил Иоанна Безземельного. И к баронам, которые сохраняли верность королю, относился негативно и предвзято, что приводило к искажениям и фальсификациям истории в его хронике. Хронист жил в аббатстве Сент-Олбанс в Хартфордшире, расположенном вдали от Северной Англии. Однако информация о событиях там могла попадать к нему благодаря северному Тайнемутскому монастырю, подчинённого аббатству, а также расположению Сент-Олбанса на главной дороге, ведущей в Лондон. При этом в дальнейшем связь с королевским двором во время правления Генриха III, возможно, привела к тому, что хронист был лично знаком с Баллиолом, что могло немного изменить его мнение о бароне.
Баллиолы сохранили владения во Франции после захвата Нормандии французским королём Филиппом II Августом в 1204 году. Это произошло по той причине, поскольку они располагались в Пикардии, а конфискация земель других английских баронов, сохранивших верность Англии, касалась только Нормандии и Бретани. Это привело к тому, что хотя во время Первой баронской войны Хью сохранял верность Иоанну Безземельному, а затем и его сыну Генриху III, у него возникал некоторый конфликт интересов.
В начале XIII века важным источником полезных ископаемых в Англии были шахты в Тиндейле в Северной Англии, где располагалась значительная часть владений Баллиолов. Их добыча была важна как для всей Англии, так и лично для короля, извлекавшего выгоду от получаемой прибыли. Генрих III даже издал хартию, которая ставила шахтёров под его личную защиту и поручала другим также содержать и поддерживать их. В 1219 году Роберт де Випон, шериф Камберленда и хранитель замка Карлайл, отправил в совет Генриха III жалобу на Баллиола, обвинявшего его в препятствовании доступа шахтёрам в Тиндейле в шахту Олстон. Поскольку совет посчитал, что действия барона ущемили интересы короля, Хью было приказано предоставить шахтёрам доступ. Точные причины, по которым Баллиол препятствовал работе шахтёров, неизвестны. А. Бин считает, что они как-то могли вторгнуться во владения барона и приводит в качестве примера подобную ситуацию, когда 10 лет спустя Джон I де Баллиол, сын Хью, также был привлечён к ответственности за чинимые работе шахтёров препятствия; причиной таких действий была вырубка ими древесины в лесах Тиндейла и Марвуда, принадлежащих семье, из-за чего барон и перекрыл доступ к Марвудскому лесу, примыкавшего к поместьям Випонов в Олстоне, где проходила дорога к шахтам.
В январе 1226 года Хью подтвердил согласие Гуго де Бримё передать аббатству Сен-Жосс десятину Гробермесниля после смерти своего брата Эсташа.
Сохранилась недатированная хартия Хьюго о пожертвовании аббатству Риво земли в Ньюсаме на поминание покойной жены Сесилии.
Хью умер около 1228/1229 года, ему наследовал старший сын Джон.

## Брак и дети
Жена: Сесилия де Фонтене, дочь Аллеома де Фонтене и Лауры де Сен-Валери. Дети:
- Джон I де Баллиол (до 1208 — до 27 октября 1268), феодальный барон Байуэлл с 1229 года[13].
- Ада де Баллиол (умерла в июле 1251)[2].
- Эсташ де Баллиол (умер в 1274), шериф Камберленда и констебль замка Карлайл в 1261—1265 годах[2].